# Ступа миру
Ступа миру (англ. World Peace Pagoda) — встановлена на вузькому хребті високо над озером Фева, в місті Покхара.
Це величезна буддійська ступа, яка була побудована організацією буддійських ченців з Японії, Ніппондзан Мьоходзі. Окрім того, що сама ступа як святиня виглядає вражаюче, з місця, де вона встановлена, відкривається прекрасний огляд на Аннапурну і панораму міста Покхара.
Буддійська Ступа Миру призначена для об'єднання людей всіх рас і віросповідань, а також допомагає їм об'єднатися у пошуках миру у світі. Більшість таких ступ були побудовані під керівництвом Нітідацу Фудзії (1885–1985) — буддійський чернець з Японії та засновник Ніппондзан Мьоходзі.
Fujii дуже надихнувся зустріччю з Магатма Ганді в 1931 році та вирішив присвятити своє життя пропаганді проти насильства.
У 1947 році він приступив до будівництва Ступ Миру, як святині миру у всьому світі.
Перші Ступи Миру були побудовані як символ миру, коли в кінці другої світової війни на Японські міста Хіросіму і Нагасакі були скинуті атомні бомби і понесли життя понад 150 тисяч чоловік, майже всі з них були цивільними. До 2000 року, вісімдесят Ступ Миру було побудовано по всьому світу: у Європі, Азії і США

## Азія

### Дхаулігірі, Бхубанешвар, Орісса, Індія
Дхаулігірі Шанті Ступа (Пагода Миру) була побудована поблизу Бхубанешвару, штат Орісса, Індія (20°11′33″ пн. ш. 85°50′22″ сх. д. / 20.192392° пн. ш. 85.839454° сх. д.) протягом дворічного періоду і була відкрита 8 листопада 1972. Вона була заснована Шрі Нанда Нітьі Канунгу, губернатором штату Біхар, під духовним керівництвом Нітідацу Фудзії (Фуджі Гуруджі), ченці якого допомогли побудувати Ступу.

## Європа

### Лондон, Англія
Ступа Миру у Лондоні (51°28′55″ пн. ш. 0°09′32″ зх. д. / 51.482018° пн. ш. 0.159025° зх. д.) була подарована місту Орденом Ніппондзан Мьоходзі і завершена у 1985 році на південній стороні Темзи у Баттерсі парку. Дозвіл на будівництво був останнім законодавчим актом Ради Великого Лондону.

### Мілтон-Кінз, Англія
Пагода Миру у Мілтон-Кінз (52°03′28″ пн. ш. 0°43′32″ зх. д. / 52.057697° пн. ш. 0.725436° зх. д.) була завершена у 1980 році у західної кромки озера Уиллен в Уиллен, Мілтон-Кінз. Ця Ступа Миру стала першою у західному світі. Поблизу існує храм і монастир Ордену Ніппондзан Мьоходзі (52°03′20″ пн. ш. 0°43′34″ зх. д. / 52.055436° пн. ш. 0.726181° зх. д.).

## Додаткове читання
- Доповідь про подорож до Японської ступи миру в місті Покхара